# Dina Cymbalist
Dina Cymbalist (auch Dina Stern, geboren am 28. Februar 1907 in Esslingen; gestorben am 16. April 1989 in Syracuse (New York)) war eine deutsche Malerin und Grafikerin russisch-jüdischer Familienherkunft.

## Leben
Dina Cymbalist war eine Tochter des Ehepaars Sarah und Samuel Cymbalist. Ihr Vater arbeitete als Lithograph im Esslinger Schreiber-Verlag. Dina Cymbalist wuchs in der Esslinger Schillerstraße auf. Von 1923 bis 1926 studierte sie mit Theophil Aeckerle bei Heinrich Altherr und Hans Spiegel an der Stuttgarter Kunstakademie. Sie beteiligte sich an mehreren Ausstellungen und erteilte Mal- und Zeichenunterricht.
Die Familie Cymbalist (Dina und ihre Eltern) wurde im Januar 1938 ausgewiesen und musste Deutschland verlassen. Auf der Passagierliste der Bremer Norddeutschen Lloyd finden sich ihre Namen bei der am 25. April 1938 startenden Überfahrt von Bremen nach New York, und zwar als russische Staatsangehörige griechisch-orthodoxer Religionszugehörigkeit deklariert. Dina Cymbalist konnte somit ähnlich wie ihre Künstlerkolleginnen Elli Heimann, Klara Neuburger Deutschland in letzter Minute verlassen.  In den Vereinigten Staaten heiratete sie den ebenfalls aus Deutschland emigrierten, aus Stuttgart stammenden Arzt Hugo Nathan Stern (1907–1970), der ab 1940 als niedergelassener Arzt in Syracuse (New York) arbeitete. Aus der Ehe gingen zwei Kinder hervor, die 1943 geborene Tochter Judy und der 1949 geborene Sohn Samuel Michael.
Vom 9. November bis zum 21. Dezember 2008 wurden unter dem Titel „Verboten - weil entartet“ Werke Dina Cymbalists und anderer Künstler der von den Nationalsozialisten so genannten Entarteten Kunst im Landratsamt Esslingen ausgestellt.

## Ausstellungen (Auswahl)
- 1931 und 1932: Teilnahme an den Ausstellungen der Juryfreien Künstlervereinigung Stuttgart.[1]
- 1932: Teilnahme an der Ausstellung der Stuttgarter Sezession.[1]
- 2008: Ausstellung „Verboten - weil entartet“ im Landratsamt Esslingen auch mit Werken von Dina Cymbalist.[6]